# Иден Рок (Хаваји)
Иден Рок (енгл. Eden Roc) насељено је место за статистичке потребе у америчкој савезној држави Хаваји. По попису становништва из 2010. у њему је живело 942 становника.

## Демографија
Према попису становништва из 2010. у граду је живело 942 становника, што је 491 (108,9%) становника више него 2000. године.
| Група             | 2000.       | 2010.       |
| Белци             | 200 (44,3%) | 407 (43,2%) |
| Афроамериканци    | 4 (0,9%)    | 4 (0,4%)    |
| Азијати           | 21 (4,7%)   | 42 (4,5%)   |
| Хиспаноамериканци | 58 (12,9%)  | 153 (16,2%) |
| Укупно            | 451         | 942         |